# أرنولد دريك
أرنولد دريك (بالإنجليزية: Arnold Drake)‏ هو كاتب قصص مصورة وكاتب سيناريو أمريكي، ولد في 1 مارس 1924 في نيويورك في الولايات المتحدة، وتوفي بنفس المكان في 12 مارس 2007 بسبب إنتان.

## وصلات خارجية
- أرنولد دريك على موقع IMDb (الإنجليزية)
- أرنولد دريك على موقع الموسوعة البريطانية (الإنجليزية)
- أرنولد دريك على موقع ألو سيني (الفرنسية)
- أرنولد دريك على موقع أول موفي (الإنجليزية)
- أرنولد دريك على موقع قاعدة بيانات الفيلم (الإنجليزية)
- أرنولد دريك على موقع كينوبويسك (الروسية)